# Astaturo de hidrógeno
El astaturo de hidrógeno o astatano es un compuesto químico de fórmula HAt, que consiste en un átomo de astato unido covalentemente a un átomo de hidrógeno, por lo tanto, es un haluro de hidrógeno y una molécula diatómica. En condiciones normales es un gas incoloro. La disolución acuosa de astaturo de hidrógeno se conoce como ácido astathídrico, pero no tiene ningún uso más que de investigación. Esto se debe a su alta radiactividad y rareza.
Este compuesto químico puede disolverse en agua para formar ácido astathídrico, que exhibe propiedades muy similares a los otros cinco ácidos binarios y, de hecho, es el más fuerte entre ellos. Sin embargo, su uso es limitado debido a su fácil descomposición en hidrógeno elemental y astato, así como a la corta vida media de los diversos isótopos de astato . Debido a que los átomos tienen una electronegatividad casi igual , y como se ha observado el ion At+, la disociación podría resultar fácilmente en que el hidrógeno lleve la carga negativa. Por lo tanto, una muestra de astaturo de hidrógeno puede sufrir la siguiente reacción:
2 HAt → H+
 + At−
 + H−
 + At+
 → H
2 + At
2
Esto da como resultado gas de hidrógeno elemental y un  precipitado de astato . Además, una tendencia para los haluros de hidrógeno, o HX, es que la entalpía de formación se vuelve menos negativa, es decir, disminuye en magnitud pero aumenta en términos absolutos, a medida que el haluro se vuelve más grande. Mientras que las soluciones de ácido yodhídrico son estables, la solución de hidronio-astato es claramente menos estable que el sistema agua-hidrógeno-astato. Finalmente, la radiólisis de los núcleos de astato podría romper los enlaces H-At.
Además, el astato no tiene isótopos estables . El más estable es el astato-210, que tiene una vida media de aproximadamente 8,1 horas, lo que hace que sea especialmente difícil trabajar con sus compuestos químicos , ya que el astato se descompondrá rápidamente en otros elementos.

## Preparación
El astaturo de hidrógeno se puede producir haciendo reaccionar astato con hidrocarburos (como el etano ):
C
2H
6 + At
2 → C
2H
5At + HAt